# Laguna Chiaj
A  Laguna Chiaj  é um lago localizado na Guatemala. Localiza-se no departamento de El Quiché, Município de San Antonio Ilotenango.